# شبدر ترشک جنگلی
اکسالیس اکتسلا (نام علمی: Oxalis acetosella) نام یک گونه از سرده شبدرترشک است.
اجزای گل مضربی از ۵ است.
پرچم‌ها منودلف(تک رشته ای) هستند و دارای ۵ خامه است.
فاقد گوشواره است و طعم گس دارد.
تخمدان فوقانی و تمکن محوری است.
جام گل از ۵ گلبرگ و کاسه گل از ۵ کاسبرگ مجزا تشکیل شده‌است.